# Ендрю Шу
Е́ндрю Шу (Andrew Shue; 20 лютого 1967) — американський актор, відомий своєю роллю в серіалі «Район Мелроуз».

## Біографія
Ендрю Шу було лише 5 років, коли його батьки розлучилися. Це було дружнє розлучення і діти не винесли жодних душевних травм із дитинства. А дітей у родині було четверо. Старший брат Вілл, молодша від нього на два роки Елізабет (народилася 1963 року), Ендрю (народився 1967 року) та молодший від нього на два роки брат Джон. Це була надзвичайно дружна родина, брати й сестра досі залишаються великими друзями. От лише старший брат втопився за трагічних обставин. Діти завжди були першими в школі, як у навчанні, так і спорті. Особливих успіхів у футболі досяг Ендрю. Але його цікавив не лише спорт. Він був старостою класу, заснував у школі організацію, яка допомагала людям літнього віку, сам відвідував старих і немічних. Це допомогло йому поступити до Дартмаутського коледжу, де він спеціалізувався на історії. Там він допоміг команді цього навчального закладу стати чемпіонами з футболу. Одночасно займався суспільною працею і збирався піти слідом за батьком, котрий свого часу навіть балотувався до Конгресу.
Після загибелі брата, вже в Африці, Ендрю виступав за найкращу футбольну команду Зімбабве «Булавайо Хайландерс», викладав математику у місцевій школі. Вихідні він проводив на стадіонах, а будні — в школі. Нужденне життя мешканців цієї країни сприяло змужнінню хлопця, його становленню як людини та особистості.
ОСОБИСТЕ ЖИТТЯ
Шу був одружений з дизайнером квітів з 1994 по 2009 роки. Від цього шлюбу у нього три сини - Нейт (1997), Ейдан (1999), і Вайят (2004).
В 2010 Ендрю Шу одружився з колишньою кореспонденткою The Today Show Емі Робак.  

## Район Мелроуз
Дорога, що привела Ендрю Шу в серіал «Район Мелроуз», була короткою та несподіваною. Сам актор говорив, що це був щасливий випадок. І що це не було мрією його життя. Так вже сталося, що невдовзі після закінчення коледжу 1989 року він, звичайний хлопець з штату Нью-Джерсі, вибрався на свою першу в житті голлівудську кінопрем'єру. Це був фільм «Назад у майбутнє-2». А потрапив він на неї тому, що супроводжував свою старшу сестру, акторку Елізабет Шу, яка виконала у цій стрічці одну з ролей. Ось так вперше в своєму житті він потрапив під «перехресний обстріл» фотоапаратів голлівудських репортерів. Йому тоді й в голову не приходило, що пізніше мільйони жінок млітимуть, коли він зніматиме свою сорочку перед телекамерами серіалу «Район Мелроуз». На той час хлопець хотів стати правником, як і його батько. Але доля розпорядилася інакше. Невдовзі до цього трагічно загинув обожнюваний ним старший брат. Ендрю, для якого все в житті здавалося таким простим і зрозумілим, відтак втратив свої орієнтири. Тому він вирішив поїхати на рік до африканської країни Зімбабве і там обмізкувати своє подальше життя.
Він саме і перебував у Зімбабве вже кілька місяців, коли в часописі «The Hollywood Reporter» з'явилося його з сестрою фото зі згаданої вище прем'єри. Воно потрапило на очі відповідальному за добір акторів для новостворюваного серіалу. Йому дуже сподобалися постава хлопця, теплий погляд його очей. Він зателефонував Елізабет Шу і запитав про те, чи її брат також є актором. Вона збрехала: відповіла, що так. А потім відразу ж написала листа до Ендрю з поясненням ситуації, що склалася. «Коли ми росли, — пригадує вона дитинство в містечку Саут Орандж, штат Нью-Джерсі, — то часто знімали так звані родинні фільми і Ендрю завжди почувався перед камерою найвпевненіше. Впевненіше, ніж я. Ми гасали одне за одним по кухні, навколо столів, побившись об заклад, хто першим розсмішить решту. І Ендрю завжди вигравав. Завжди.»
Тому коли Ендрю повернувся до Штатів після річного перебування в Африці, то він таки прислухався до порад сестри. Відповів на телефонний дзвінок згаданого відповідального за добір акторів. Роль Біллі Кемпбелла у серіалі «Район Мелроуз» була першою в його житті. Продюсер серіалу Аарон Спеллінг, який і вибрав Ендрю на цю роль, говорить: «Він має чарівну наївність. Я не знаю, як це точно окреслити, але деякі люди просто мають у собі цей зоряний пил». Проте ніхто, навіть Спеллінг, не могли передбачити таку увагу глядачів до Ендрю вже у перші тижні демонстрації серіалу восени 1992 року. Ця робота трапилася Ендрю якраз у ту пору життя, коли він потребував змін. І принесла славу, гроші, чого він навіть уявити собі не міг. Свого часу його запросив на обід сам прем'єр-міністр Ізраїлю Іцхак Рабін, який до своєї трагічної смерті залишався вірним шанувальником «Району Мелроуз».
Саме завдяки своїй славі Ендрю Шу зміг заснувати добродійний фонд під назвою «Зроби що-небудь», який допомагає молодим людям входити в доросле життя, підтримує різноманітні суспільні проекти, навіть надає матеріальну допомогу самотнім матерям. Саме завдяки зйомкам у серіалі Ендрю познайомився зі своєю дружиною, колишньою агенткою з розшуку молодих талантів Дженніфер Хейгені. У серпні 1996 року у них народилася дитина.
Актора не пройняла зоряна хвороба, бо він чудово усвідомлює, що його популярність базується на фізичній привабливості, а не на внутрішніх цінностях. Тому дуже сумнівається в суспільній вартості того, що робить: «Не можна сказати, що я не отримую задоволення від своєї роботи, але воно менше, ніж повинно бути». Ендрю все ще не зовсім впевнений стосовно свого майбутнього у Голлівуді — звідси й побічні проекти. Навесні 1996 року він підписав річний контракт на виступи у футбольному клубі «Galaxy» з Лос-Анджелеса. Тут варто зазначити, що мова про європейський футбол, а не американський. Своє рішення Ендрю пояснив тоді таким чином: «Акторський фах не обмежений часом, а ось професійно грати в футбол можна лише кілька років.»
А загалом про свою життєву філософію Ендрю говорить так: «Я не ставлю перед собою мету стати найкращим актором світу. Як і не прагну стати найвідомішою особою чи найбагатшою. Моя мета — мати чудову родину і робити речі, що наповнюють це поняття: ростити дітей, грати в футбол, займатися альпінізмом у Скелястих горах, започаткувати діяльність організацій, що принесуть користь суспільству. Акторство надає такі можливості». Він не є особою зі зраненою душею, якими виставляють себе інші актори. Хоча й шанує людей, здатних оголювати свою душу перед іншими. Зокрема, свою сестру. Про себе ж актор говорить, що він досі живе за порадою, яку колись дав йому тато: «Нічого не говори і не роби не обдумавши і завжди зважай на те, як тебе сприймають інші».